# Lepidisis rigida
Lepidisis rigida is een zachte koraalsoort uit de familie Isididae. De koraalsoort komt uit het geslacht Lepidisis. Lepidisis rigida werd in 1919 voor het eerst wetenschappelijk beschreven door Kükenthal. 